# یوتی‌سی ۱۰:۰۰-

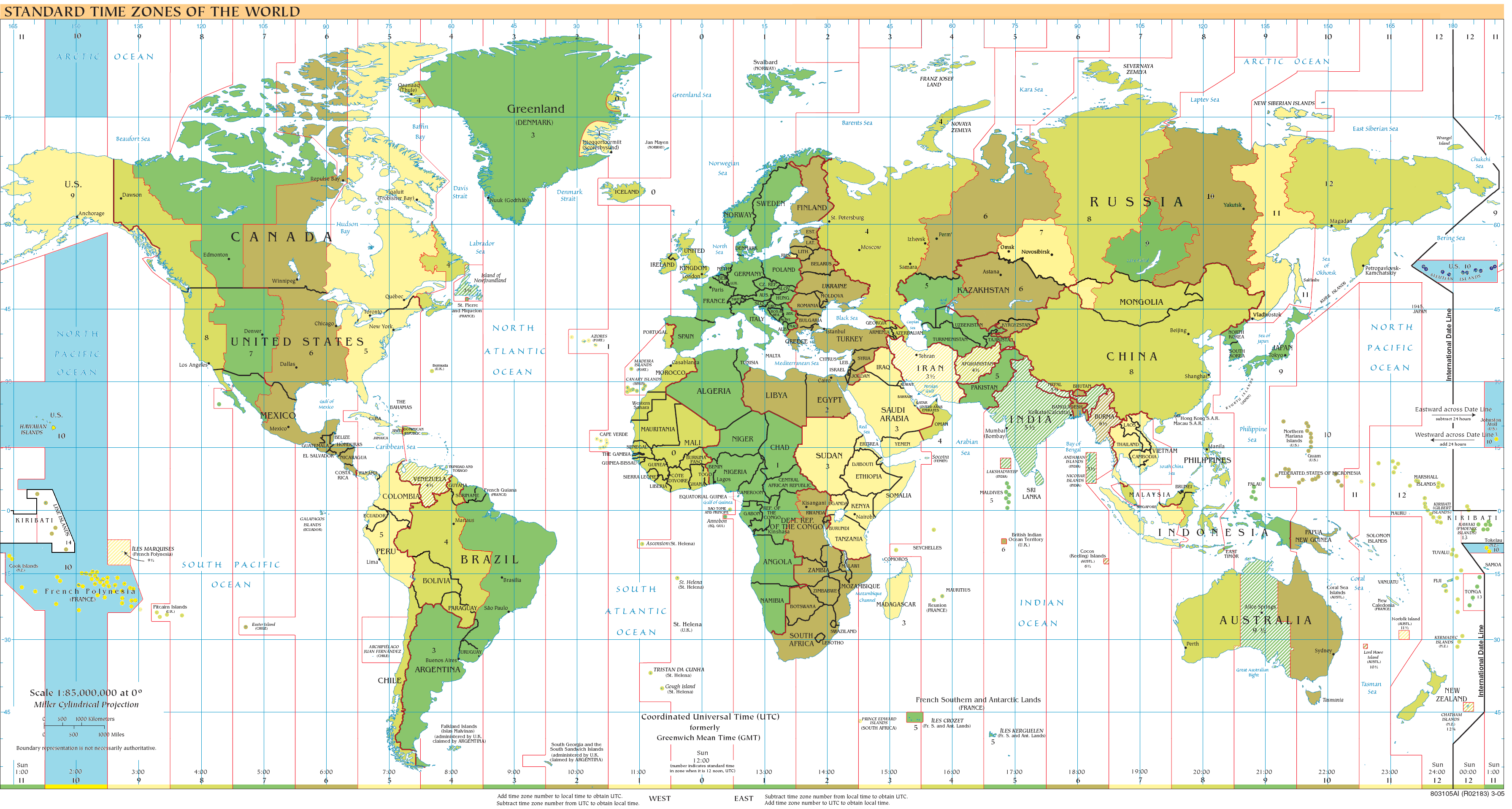
گرینویچ-۱۰: آبی (دسامبر)، نارنجی (ژوئن)، زرد (در تمام طول سال)، آبی روشن - مناطق دریایی

هم‌اکنون زمان‌بندی گرینویچ منهای ۱۰ (به انگلیسی: UTC-10).

## به عنوان زمان استاندارد (در تمام طول سال)
- جزایر کوک
- توکلائو
- پلی‌نزی فرانسه
  - جزایر جامعه شامل تاهیتی
  - مجمع‌الجزایر تواموتس
  - جزایر آسترال و باس
- ایالات متحده آمریکا (منطقه زمانی هاوایی-آلئوتیان)
  - هاوایی
  - جزیره جانسون

## به عنوان زمان استاندارد (زمستان نیم‌کره شمالی)
- ایالات متحده آمریکا (منطقه زمانی هاوایی-آلئوتیان)
  - آلاسکا
    - جزایر آلئوتیان

## به عنوان زمان استاندارد (تابستان نیم‌کره جنوبی)
- ساموآ (شروع از سپتامبر ۲۰۱۰)